# Durg (Distrikt)
Durg ist ein Distrikt im indischen Bundesstaat Chhattisgarh.
Die Fläche beträgt 8535 km². Sitz der Verwaltung ist die gleichnamige Stadt Durg.

## Geschichte
Der Distrikt gehörte bis 2000 zu Madhya Pradesh, bis der neue Bundesstaat Chhattisgarh gegründet wurde. 2012 wurde der Distrikt durch Abspaltungen verkleinert.

## Bevölkerung
Die Einwohnerzahl lag bei 3.343.872 (2011). Die Bevölkerungswachstumsrate im Zeitraum von 2001 bis 2011 betrug 18,98 % und lag damit sehr hoch. Raipur hat ein Geschlechterverhältnis von 988 Frauen pro 1000 Männer und damit einen für Indien häufigen Männerüberschuss. Der Distrikt hatte 2011 eine Alphabetisierungsrate von 79,06 %, eine Steigerung um knapp 4 Prozentpunkte gegenüber dem Jahr 2001. Die Alphabetisierung liegt damit über dem nationalen Durchschnitt. Knapp 93,6 % der Bevölkerung sind Hindus, ca. 2,5 % sind Muslime, je ca. 0,7 % sind Christen und Sikhs, ca. 0,6 % sind Buddhisten, ca. 0,5 % sind Jainas und ca. 1,4 % gaben keine Religionszugehörigkeit an oder praktizierten andere Religionen. 12,9 % der Bevölkerung sind Kinder unter 6 Jahre. In der Region wird die Sprache Chhattisgarhi gesprochen.
Knapp 38,4 % der Bevölkerung leben in Städten. Die größten Städte sind Bhilai Nagar mit 625.700 und Durg mit 268.806 Einwohnern, die gemeinsam eine Agglomeration bilden.

## Wirtschaft
Im Vergleich zu anderen Distrikten des armen Chhattisgarh ist der Distrikt Durg relativ urbanisiert und industrialisiert. In Bhilai befindet sich das Bhilai Steel Plant, das erste indische Werk zur Herstellung von Stahlschienen, das 1955 mit Hilfe der Sowjetunion gegründet und inzwischen modernisiert wurde.